# Eichenlaubsänger

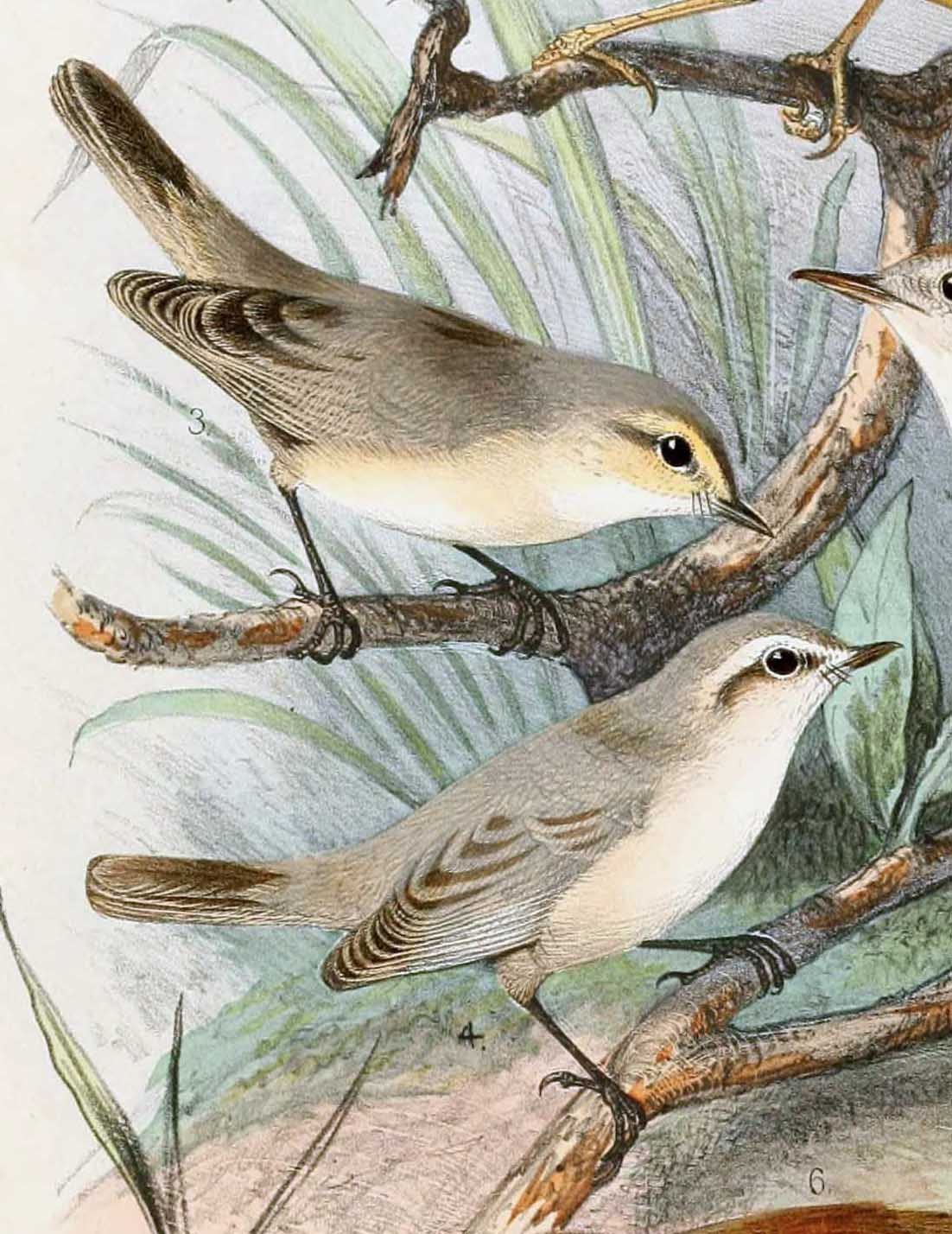
Zeichnung des Tiermalers Gustav Mützel von 1889.

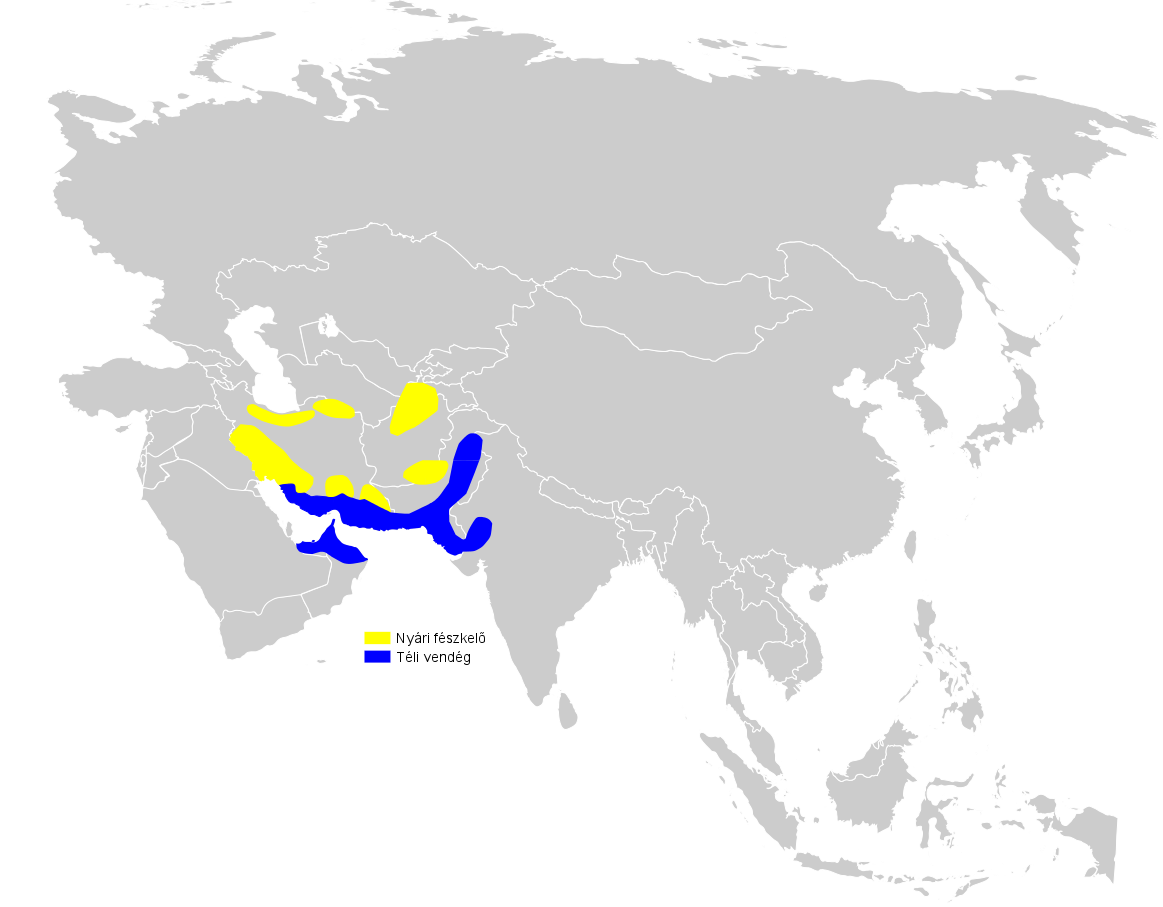
Verbreitung des Eichenlaubsängers (Phylloscopus neglectus):
Brutgebiete
Überwinterungsgebiete

Der Eichenlaubsänger (Phylloscopus neglectus) ist ein Singvogel aus der Gattung der Laubsänger (Phylloscopus) in der Familie der Phylloscopidae. Der Eichenlaubsänger ist auf Grund seines sehr großen Verbreitungsgebietes und des anscheinend stabilen Bestandes laut der IUCN nicht gefährdet (least concern, LC).

## Merkmale
Der Eichenlaubsänger ist ein kleiner, unauffällig gefärbter Laubsänger, der eine Körperlänge von 9 bis 10 cm erreicht. Die Oberseite ist einheitlich blass graubraun, die Unterseite ist cremefarben mit verwaschenem gelbbraun und seitlich bis zu Brust und Flanken bräunlich. Augenstreif und Zügel sind dunkel, der kurze, undeutliche Überaugenstreif blass gelbbraun bis cremefarben und die Ohrdecken gelbbraun und braun gefleckt. Schwanz, Hand- und Armschwingen, Alula und Flügeldecken sind braun, zu den Schirmfedern und Armschwingen hin sind Ränder und Spitzen der Federn etwas heller. Unterflügeldecken und Achselfedern sind weißlich und etwas cremefarben oder gelbbraun gefärbt.
Der Schnabel ist schwarz, zur Basis hin etwas heller, die Beine schwarz oder schwärzlichbraun mit düster oliven Sohlen. Die Iris adulter Vögel dunkelbraun.
Die Geschlechter sind sich ähnlich, sie zeigen keinen eindeutigen Geschlechtsdimorphismus. Juvenile Eichenlaubsänger sind oberseits etwas brauner und ihr Gefieder ist, insbesondere an der Unterseite, etwas lockerer.

## Verbreitung
Das Brutgebiet des Eichenlaubsänger umfasst die Berge Irans, das südliche Turkmenistan, das östliche Usbekistan, das westliche Tadschikistan, das nördliche und südöstliche Afghanistan sowie das westliche Pakistan. Im Winter ist der Eichenlaubsänger in seinem Brutgebiet in geringerer Höhe oder außerhalb seines Brutgebietes weiter südlich in den Küstengebieten des Iran, im zentralen und südlichen Pakistan, in den Vereinigten Arabischen Emiraten und im nördlichen Oman anzutreffen.

## Lebensraum und Lebensweise
Eichenlaubsänger leben in Hochland, Hochebenen und Gebirge bis 3.000 Meter Höhe. Die Vegetation ist durch Wacholder- und Pistaziendickicht, durch offene, degradierte Eichenwälder, durch Streuobstwiesen und niedriges Gebüsch in Schluchten und Erosionsrinnen geprägt. Im Winter hält er sich in Tamarisken- und Wacholderbüschen, offenen Akazienwäldern und Obstplantagen, oft auf feuchtem Boden, auf. Er ist einzeln oder in Paaren anzutreffen, im Herbst und Winter auch in losen Gruppen. Oft sucht er zusammen mit anderen Laubsänger-Arten nach Nahrung. Es ist eine hauptsächlich baumbewohnende Art, die bei der Nahrungsaufnahme oft in der Luft steht. Der Eichenlaubsänger ernährt sich überwiegend von kleinen Insekten und Larven.

## Etymologie und Forschungsgeschichte
Allan Octavian Hume beschrieb den Eichenlaubsänger unter dem Namen heutigen Namen Phylloscopus neglectus. Die Typusexemplare stammten aus Punjab und Doab. 1826 führte Friedrich Boie für den Fitis (Phylloscopus trochilus) (Linnaeus, 1758) die neue Gattung Phylloscopus ein. Dieser Name leitet sich von den griechischen Wörtern »phyllon, φυλλον« für »Blatt« und »skopos, skopeō σκοπος, σκοπεω« für »Sucher, Suchender, begutachten« ab. Das Artepitheton »neglectus« ist das lateinische Wort aus »ignoriert, übersehen« von  »neglegere« und »missachten« für »grün, grün sein«.